# アイデア買います!ただいま特許出願中
『アイデア買います!ただいま特許出願中』（アイデアかいます ただいまとっきょしゅつがんちゅう）は、1965年11月6日から1970年10月25日まで日本科学技術振興財団テレビ事業本部（現・テレビ東京 注・1968年の東京12チャンネルプロダクション設立以降は同社が制作)で放送されていた視聴者参加のバラエティ番組、発明品コンテストの番組である。モノクロ放送。なお、開始当初は単に『アイデア買います!』のみのタイトルだった。

## 概要
視聴者が考えた発明品を紹介・審査するという番組。各自3分以内に発明品を発表・紹介し、各審査員の点数と会場の客の拍手でその日の優勝者を決定していた。日用品からスポーツ用品、事務用品、おもちゃ、夏・冬など季節の品物など様々な発明の品物が紹介され、「子供のアイデア」「女性のアイデア」など様々な企画も行われていた。当時ではシンプルでありながら画期的な番組で、開局したばかりのテレビ東京（当時は日本科学技術振興財団テレビ局・東京12チャンネルプロダクション)の黎明期を支えた番組の一つであった。
当番組終了後の1970年11月1日からは「売り込め!アイデア」という後番組が、毎週日曜日10時00分から10時30分の時間帯で開始された。更にその後には、「アイデア買いまショー」として継続された。

## 放送時間
- 毎週土曜日19時30分 - 20時00分（1965年11月6日 - 1966年4月2日）
- 毎週日曜日19時00分 - 19時30分（1966年4月10日 - 1967年4月9日）
- 毎週日曜日16時15分 - 16時45分（1967年4月16日 - 1967年9月24日）
- 毎週日曜日11時30分 - 12時00分（1967年10月1日 - 1970年9月27日）
- 毎週日曜日10時00分 - 10時30分（1970年10月4日 - 1970年10月25日）

## 出演者

### 司会
- 片山竜二（1967年4月9日放送の回まで司会。1967年4月16日放送の回からは審査員に回る）
- 鈴木弥栄（アシスタント）
- 梅崎みち子（アシスタント）
- 三遊亭歌奴（1967年4月16日から）
- 柳京子（1967年4月16日から）

### 審査員
- 柳家金語楼（審査委員長）
- 中村武志（小説家）
- 高田忠（特許庁審査第一部長）
- 豊沢豊雄（発明学会会長）
- 東久邇盛厚（1965年 - 1966年頃の出演）
- 中曽根康弘（主に1966年中の出演）
- サトウハチロー
- 高木東六
- 水の江瀧子
- 楠トシエ
- 九重年支子

## テーマ曲
- 眞理ヨシコ（歌）、藤家虹二クインテット（演奏）

## 書籍
- 「アイデア買います・売ります ただいま特許出願中優秀作品集」（片山竜二著）1967年講談社
- 「アイデア買います　発明工夫優秀作品第2集」（片山竜二著）1969年講談社